# Левич, Александр Петрович
Александр Петрович Левич (17 июля 1945, Москва — 28 марта 2016) — советский и российский биофизик и эколог, доктор биологических наук.

## Биография
Окончил Московский инженерно-физический институт (специальность «Теоретическая и математическая физика»), после чего начал сотрудничество с биологическим факультета МГУ им. М. В. Ломоносова, где трудился всю оставшуюся жизнь: первоначально на кафедре гидробиологии и общей экологии (1969—1988), после на кафедрах зоологии позвоночных животных и общей экологии (1988—1999), общей экологии (1999—2012) и биофизики (2012—2016), в последние годы в должности «ведущий научный сотрудник».

## Научная деятельность
Александр Петрович создал в 1974 году Московскую рабочую группу конструктивных разработок по теоретической биологии, и руководил ею следующее в течение 10 лет. Является автором трудов по проблемам математической экологии, теории категорий в биологии..
С 1984 по 2016 год А. П. Левич — основатель и руководитель Российского междисциплинарного семинара по темпорологии и web-Института исследований природы времени. Проблема времени особенно занимала Левича в последние годы его жизни. Главный вопрос, который он ставил в контексте проблемы времени, таков: «Что есть время: феномен или ноумен?», то есть, время это элемент объективной реальности или продукт человеческого разума? Этот вопрос обсуждался, в частности, в передачах Александра Гордона «Что есть время?» и «Причина времени».

### Основные концепции
В соответствии с трудами Левича, живые системы существуют и функционируют сразу в целой иерархии времён, ни одно из которых не сводимо к последующему смежному. За единицу отсчёта принимается субституционное время, то есть период, за который происходит замена одного элемента другим на том или ином уровне иерархии системы, что «позволяет эксплицировать свойства времени, задаваемые конкретными структурами систем, но приводит к „неразличимости“ темпоральных свойств объектов на нижележащих уровнях строения».

### Научные труды

#### Диссертации
- Левич, Александр Петрович. Количественное изучение видового обилия пресноводного и морского планктона методом ранговых распределений : диссертация … кандидата биологических наук : 03.00.18. — Москва, 1979. — 256 с. : ил.
- Левич, Александр Петрович. Управление структурой фитопланктонных сообществ : Эксперимент и моделирование : диссертация … доктора биологических наук : 03.00.18. — Москва, 2000. — 386 с. : ил.

#### Книги
- Левич А. П. Структура экологических сообществ. — М.: Изд-во Моск. ун-та, 1980. — 181 с.
- Теория множеств, язык теории категорий и их применение в теоретической биологии / А. П. Левич. — М. : Изд-во МГУ, 1982. — 190 с. : ил.; 21 см.
- Оптимизация структуры кормовых фитопланктонных сообществ / А. П. Левич, Н. Г. Булгаков, Д. Г. Замолодчиков; Под ред. В. Н. Максимова. — М. : КМК, 1996. — 136 с. : граф.; 20 см; ISBN 5-87317-024-X
- Конструкции времени в естествознании: на пути к пониманию феномена времени / [А. П. Левич, Ю. С. Владимиров, В. В. Аристов и др.]. — Москва : Изд-во Моск. ун-та, 1996. — 21 см.
  - Ч. 1: Междисциплинарное исследование. Ч. 1. — 1996. — 302 с. : ил.; ISBN 5-211-03617-4
- Левич А. П., Булгаков Н. Г., Максимов В. Н. Теоретические и методические основы технологии регионального контроля природной среды по данным экологического мониторинга. — М.: РЭФИА, 2004. — 271 с.
- Лимитирующие ресурсы и состав сообщества бактерий: эксперименты и модельный анализ / П. В. Фурсова, Е. С. Милько, А. П. Левич; Московский гос. ун-т им. М. В. Ломоносова, Биол. фак., Российский фонд фундаментальных исслед. — Москва : ГЕОС, 2008. — 162 с. : табл.; 24 см; ISBN 978-5-89118-420-1
- Искусство и метод в моделировании систем : вариационные методы в экологии сообществ, структурные и экстремальные принципы, категории и функторы / А. П. Левич. — Москва : [б. и.] ; Ижевск : Ин-т компьютерных исслед., 2012. — 728 с. : ил., табл.; 21 см; ISBN 978-5-4344-0048-0

#### Избранные статьи
- Левич А. П. Анализ ценозов в экологии сообществ с помощью ранговых распределений // Общая и прикладная ценология. — 2007. — № 5. — С. 14—19.
- Левич А. П. Метаболическое время естественных систем // Системные исследования. — 1989. — С. 304—325.
- Левич А. П. Субституционное время естественных систем // Вопросы философии. — 1996. — № 1. — С. 57—69.
- Левич А. П. Экстремальный принцип в теории сообществ // Проблемы экологического мониторинга и моделирования экосистем. — Л.: Гидрометеоиздат, 1978. — Т. 1. — С. 164—182.
- Левич А. П. Энтропийная параметризация времени в общей теории систем // Системный подход в современной науке. — М.: Прогресс-Традиция, 2004. — С. 167—190. — 50 с. — ISBN 5-89826-146-X.
- Левич А. П., Рисник Д. В., Булгаков Н. Г., Милько Е. С., Леонов А. О. Методические вопросы применения показателей видового разнообразия фитопланктона для анализа качества вод Нижней Волги // Использование и охрана природных ресурсов в России. — 2010. — № 5. — С. 44—48.

## О нём
- Kull, Kalevi 2016. Alexandr Levich (1945—2016) and the Tartu-Moscow Biosemiotic Nexus. Sign Systems Studies 44(1/2): 255—266.